# 柳本駅
柳本駅（やなぎもとえき）は、奈良県天理市柳本町にある、西日本旅客鉄道（JR西日本）桜井線（万葉まほろば線）の駅である。

## 歴史
- 1898年（明治31年）5月11日：奈良鉄道が京終駅 - 桜井駅間で開業した際に設置[3]。
- 1905年（明治38年）2月7日：関西鉄道への路線譲渡により、同社の駅となる[3]。
- 1907年（明治40年）10月1日：関西鉄道国有化。帝国鉄道庁の駅となる[3]。
- 1909年（明治42年）10月12日：線路名称制定。桜井線の所属となる[3]。
- 1930年（昭和5年）：現駅舎が竣工[5]。
- 1970年（昭和45年）10月15日：貨物の取り扱いを廃止[6]。
- 1984年（昭和59年）2月1日：荷物扱い廃止[6]。
- 1987年（昭和62年）4月1日：国鉄分割民営化により、西日本旅客鉄道（JR西日本）の駅となる[3][6]。
- 2002年（平成14年）3月23日：無人駅となる[4]
- 2005年（平成17年）3月1日：ICカード「ICOCA」の利用が可能となる[7]。ICカード専用簡易改札機で対応[8]。
- 2010年（平成22年）3月13日：路線愛称の制定により、「万葉まほろば線」の愛称を使用開始[9]。
- 2018年（平成30年）11月：JR西日本から天理市に駅舎が無償譲渡される[10]。
- 2019年（平成31年）
  - 4月1日：IC乗車券専用の西口改札が使用開始。
  - 4月27日：駅舎リニューアル、駅舎内にカフェや販売スペースなどの多目的利用施設がオープン[5][10][11]。

## 駅構造
相対式ホーム2面2線を持ち、交換設備を有する地上駅。下りホーム側に駅舎があり、互いのホームは跨線橋で連絡している。なまこ壁の外装をした、小さな木造駅舎が健在。
永らく業務委託駅であったが、2002年からは無人駅である。駅の管理は王寺鉄道部が行っている。ICOCA利用可能駅（相互利用可能ICカードはICOCAの項を参照）。自動券売機が設置されているほか、ICOCA等のICカード読取機（入場用・出場用）が設置されているが、普通乗車券用の自動改札機は設置されていない。
駅前にはタクシー乗り場がある。

### のりば
| ホーム | 路線           | 方向 | 行先           |
| ------ | -------------- | ---- | -------------- |
| 駅舎側 | 万葉まほろば線 | 下り | 桜井・高田方面 |
| 反対側 | 万葉まほろば線 | 上り | 奈良方面       |

- 上表の路線名は旅客案内上の名称（愛称）で表記している。
- 案内上ののりば番号は割り当てられていない。

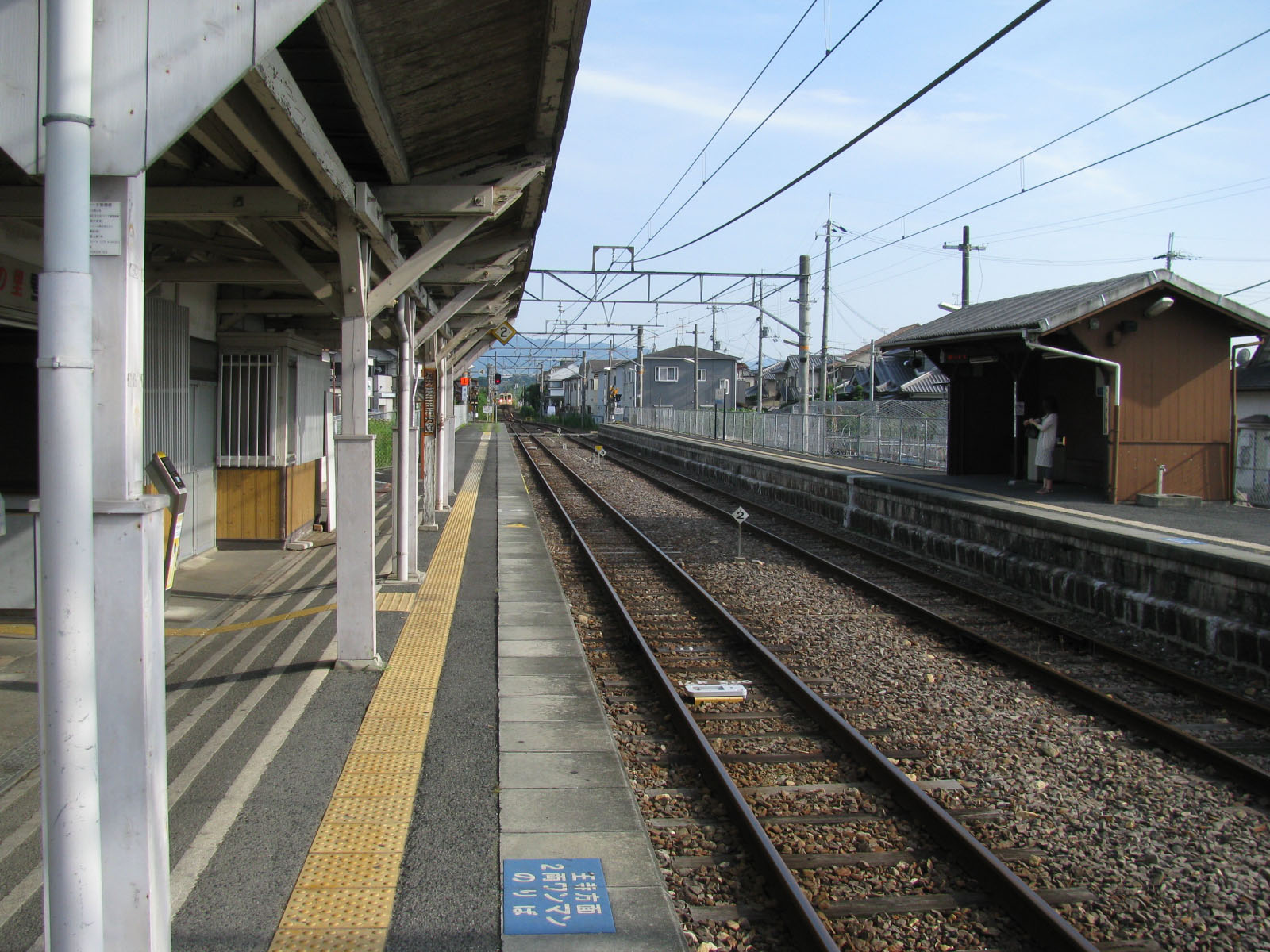
プラットホーム（2008年）
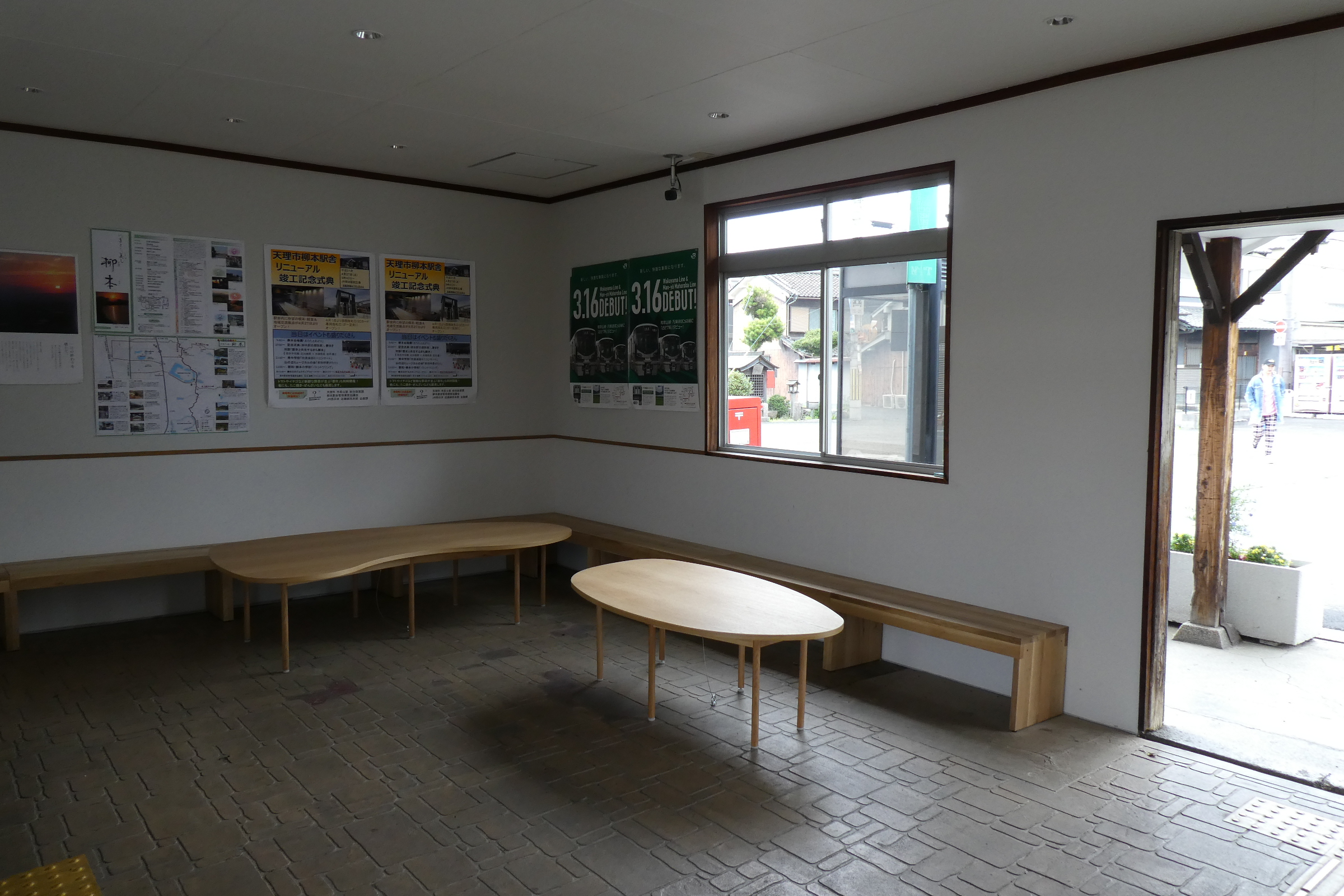
待合室（2019年）
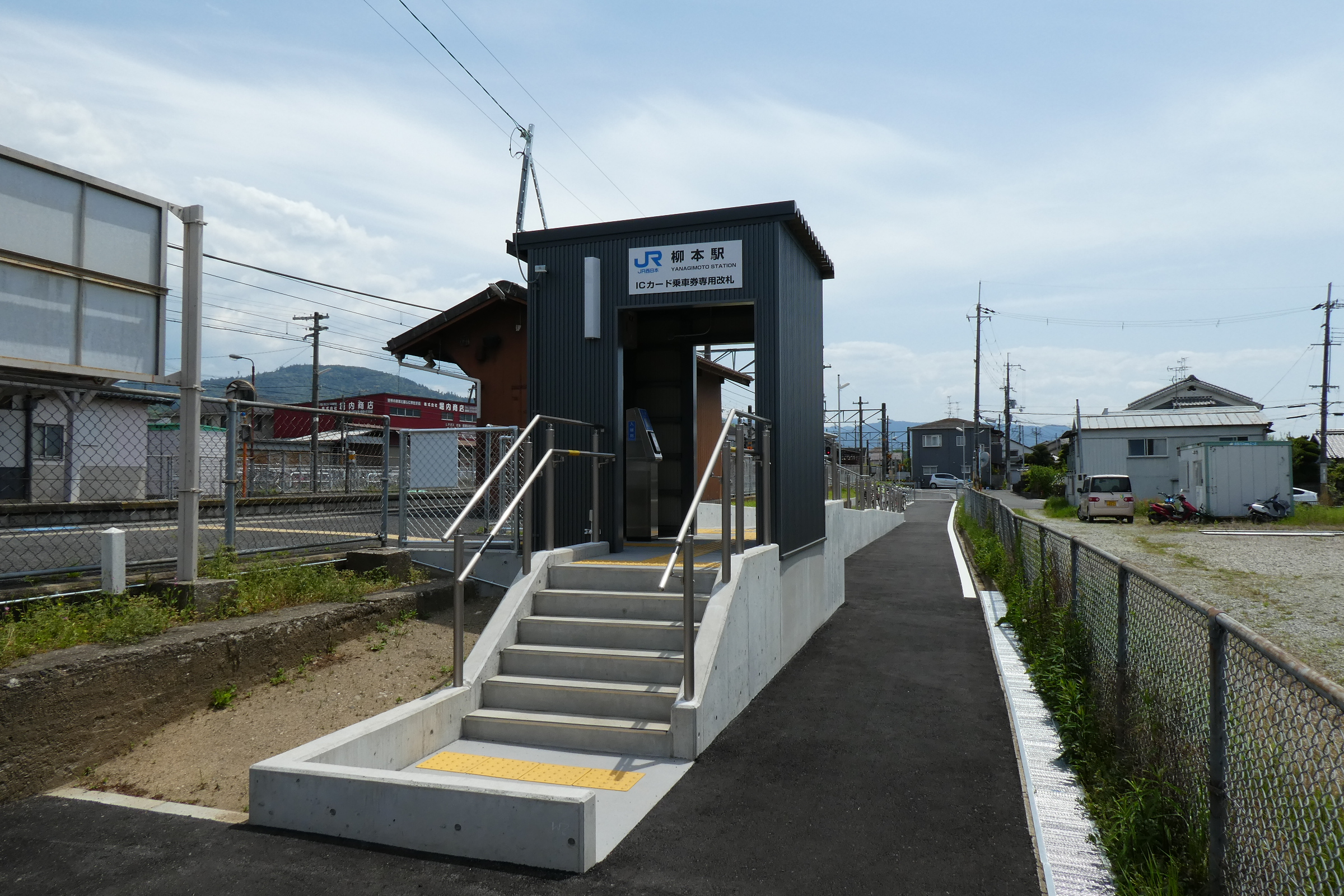
西改札（2019年）
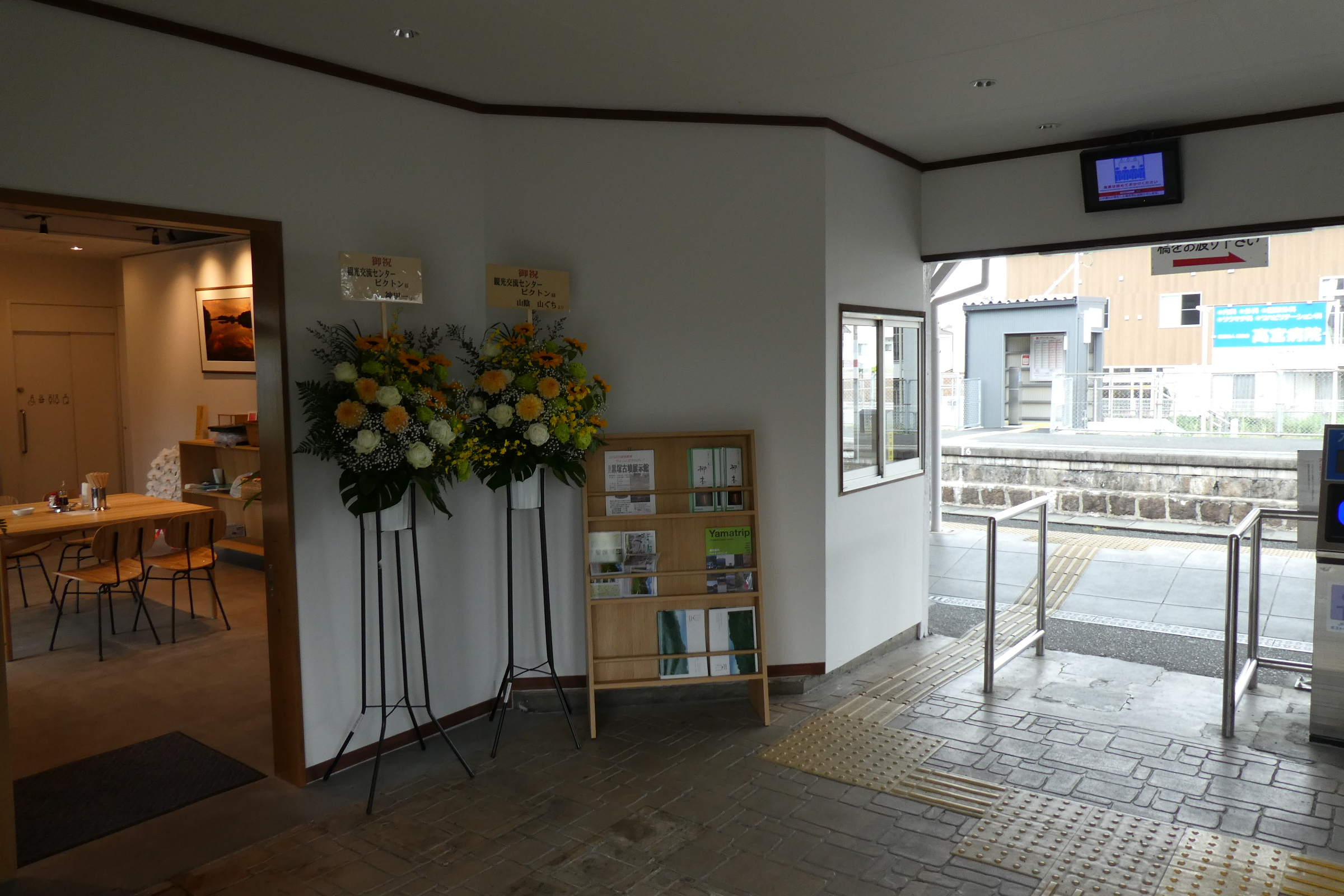
改札口（2019年）

## 利用状況
2023年度の1日平均乗降人員は1,064人。「奈良県統計年鑑」「天理市統計情報」によると、近年の1日平均乗車人員は以下の通り。
| 年度               | 1日平均 乗車人員 |
| ------------------ | ---------------- |
| 1997年（平成09年） | 1,016            |
| 1998年（平成10年） | 1,002            |
| 1999年（平成11年） | 988              |
| 2000年（平成12年） | 932              |
| 2001年（平成13年） | 883              |
| 2002年（平成14年） | 786              |
| 2003年（平成15年） | 758              |
| 2004年（平成16年） | 747              |
| 2005年（平成17年） | 753              |
| 2006年（平成18年） | 770              |
| 2007年（平成19年） | 753              |
| 2008年（平成20年） | 763              |
| 2009年（平成21年） | 755              |
| 2010年（平成22年） | 751              |
| 2011年（平成23年） | 726              |
| 2012年（平成24年） | 721              |
| 2013年（平成25年） | 710              |
| 2014年（平成26年） | 667              |
| 2015年（平成27年） | 670              |
| 2016年（平成28年） | 631              |
| 2017年（平成29年） | 618              |
| 2018年（平成30年） | 593              |
| 2019年（令和元年） | 593              |
| 2020年（令和02年） | 466              |
| 2021年（令和03年） | 482              |

## 駅周辺
- 黒塚古墳 - 前方後円墳で地元民には《くろづか》という名称で親しまれ、かつては公園と一体となった子供達の遊び場だった。30枚以上の三角縁神獣鏡が発見されたことで知られる。邪馬台国の女王卑弥呼の墓だという説もあるが、まだよく分かっていない。見学会が催された時に臨時列車が大増発され、見学者が約1Kmにも及ぶ長蛇の列をなしたことがある。この時古墳のすぐ横の公園には黒塚古墳資料館が建てられたが、そこにはこの時発見された三角縁神獣鏡が保存されているわけではない。また、江戸時代は柳本陣屋の一部になっている。

  - 天理市立黒塚古墳展示館
- 櫛山古墳
- 行燈山古墳 (崇神天皇陵)
- 渋谷向山古墳 (景行天皇陵)
- 長岳寺
- 柳本飛行場跡
- 龍王山 - 国道169号を越えて東に進む。
- 日本郵便 柳本郵便局

## 隣の駅
西日本旅客鉄道（JR西日本）
 万葉まほろば線（桜井線）
■快速（高田駅経由大和路線直通）・■普通
長柄駅 - 柳本駅 - 巻向駅